# Entonces nosotros
Entonces nosotros es una película costarricense del género drama / comedia romántica de 2016, escrita y dirigida por el cineasta Hernán Jiménez, quien además asume el papel del protagonista. Cuenta con la participación estelar de las actrices argentinas Noelia Castaño y Marina Glezer. 
Este largometraje fue visto en Costa Rica por 117.000 personas, lo que lo convirtió en la cuarta producción tica más vista en el país.

## Sinopsis
La película narra la turbulenta relación sentimental de cuatro años una pareja de jóvenes, llamados Diego (Hernán Jiménez) quien se gana la vida como artista de stand up comedy y Sofía, una empleada de un call center (Noelia Castaño). En un último intento por salvar su desgastado  romance, hacen un viaje a una playa del Pacífico costarricense (Santa Teresa de Cóbano) para tratar de reencontrarse.
Sin embargo, no contaban con la aparición casual de una tercera persona que lo complica todo, una vieja amiga de Sofía llamada Malena (Marina Glezer)
El hecho desencadena una semana llena de revelaciones insólitas, y los obliga a replantear su pasado, su presente y su futuro.

## Producción
A principios de 2015, Hernán Jiménez decidió viajar a Nueva York para conseguir un mayor apoyo para realizar su más reciente trabajo, luego de los problemas presupuestarios que enfrentó para filmar su película anterior (El regreso de 2011). Gracias a sus contactos artísticos en Estados Unidos, el filme es una coproducción internacional: cuenta con la colaboración de los productores Chris Cole de Evoke Productions (Estados Unidos) y Laura Ávila Tacsan de LaLaLa Productions (Costa Rica). 
La dirección escénica estuvo a cargo del productor y camarógrafo estadounidense Ben Hardwicke. Los acabados en posproducción –tales como sonido y color– también se realizaron en Estados Unidos y Canadá.
La música es obra de Mark Orton, compositor (entre otras) de la banda sonora de Nebraska (2013), filme nominado a varios premios de la Academia.  
Según Jiménez, la realización de Entonces nosotros tuvo un costo de producción de $300.000 y $100.000 más por posproducción, para un total de $400.000.
Para la filmación, el equipo de producción y actores se trasladó entre marzo y abril de 2015 a locaciones del centro de la ciudad de San José, la península de Nicoya, y sobre todo, la playa Malpaís de Santa Teresa de Cóbano, donde se rodaron la mayor parte de las escenas.

## Reparto
- Hernán Jiménez – Diego
- Noelia Castaño – Sofía
- Marina Glezer - Malena

## Recepción
Entonces nosotros tuvo gran aceptación del público y la crítica en su país de origen, al convertirse en el segundo filme nacional más visto en su estreno en toda la historia.  , luego de Maikol Yordan de viaje perdido de Miguel Alejandro Gómez (2014).
Tres semanas después, se estima que había logrado más de 100,000 espectadores, lo que la convirtió en la cuarta película más vista en la historia del país, luego de El regreso (122.912 espectadores en 2012), Gestación (131.612 personas en 2009)  y la mencionada anteriormente Maikol Yordan de viaje perdido (con 770.000 espectadores en 2014).